# أولاد أبراهم (ولاية برج بوعريريج)
أولاد براهم بلدية جزائرية، تابعة لدائرة رأس الوادي بولاية برج بوعريريج، تقع جنوب شرق الولاية.

## الحدود
يحدها من الشمال والغرب بلدية راس الوادي ومن الجنوب بلدية أولاد تبان (سطيف) ومن الشرق بلدية أولاد سي أحمد (سطيف).

## التضاريس
تتميز بتنوع تضاريسها (جبال: أعلى قمة بها هي قمة نشار، أكثر من 1100م) (غابات) (سهول وهضاب) (أحراش)،

## تاريخ
شارك سكان أولاد براهم في مقاومة المقراني 1871، والتي تعد من أكبر المقاومات الشعبية في الجزائر. وخلال الثورة التحريرية لم تتخلف عن تزويد جيش التحرير الوطني بالمال والعدة والرجال، خاصة بعد اعلان اولاد تبان المجاورة منطقة محرمة.
انبثقت البلدية عن التقسيم الإداري لسنة 1984 حيث كانت سابقا تابعة لراس الوادي.

## السكان
بلغ عدد سكانها 7874 حسب إحصاء سنة 2008.

## عالم البلدية
- مقبرة الشهداء: تحتضن أكثر من 350 شهيد، وهي ثاني أكبر مقبرة شهداء بالولاية.
- بير ميشو.
- المعلم التاريخي (متحف البشير الابراهيمي).
- السلسلة الجبلية (قمة نشار)

## الأنشطة الاقتصادية بالبلدية
- تربية المواشي. والأبقار
- إنتاج الحليب.
- إنتاج المواد الحمراء (مصنع الآجر)

## أعلام وشخصيات المنطقة
أنجبت بلدية أولاد براهم عددا من الشخصيات الوطنية والباحثين المقتدرين، وقد اجتهد الصالح بن سالم من جامعة قسنطينة في ضبط قائمة أولية ضمن دراسته التاريخية، وينتمي عرش أولاد براهم إلى عرش ريغة الظهارة يعود نسبهم بحسب محمد البشير الابراهيمي إلى إبراهيم بن يحي بن مساهل الريغي وهم مجموعة من الفرق كفرقة خرزة التي ينتمي لها الشيخ البشير وفرقة شعبة عون وفرقة شرارحة وفرقة اولاد عزة وفرقة اولاد ضيف وفرقة اولاد خماس، وخلال الثورة التحريرية كانت اولاد براهم خزان للثوار الاشاوس وقلعة للجهاد، فمقبرة القرية يرقد بها ما يناهز 350 شهيد.
ويمكن القول بأن أشهر أبناء قرية أولاد براهم حسب المقال الذي كتبه الدكتور الصالح بن سالم:
- محمد المكي الابراهيمي وهو عمدة التعليم بالقرية كان يفد عليه الطلبة من كل حدب وصوب تفرعت علومه بين التفسير والحديث والفقه وبرز أكثر في العلوم اللغوية نهل منه محمد البشير ابن اخيه إلى غاية سن 15.
- محمد البشير الابراهيمي وهو الذي اعطى للقرية شهرة عالمية
- محمد مساس الابراهيمي الذي أصبح من اعلام جمعية العلماء واحد شيوخ العلم بمدينة عين مليلة.
- احمد طالب الابراهيمي ابن محمد البشير ووزير الخارجية الاسبق واحد ابرز الشخصيات السياسية على المستوى الوطني
- خولة طالب الابراهيمي استاذة اللسانيات بجامعة الجزائر.
- فلاسفة الحراك المرحومين البشير ربوح وبلم محمد الصادق
- محمد بن ساعو الابراهيمي أستاذ التاريخ بجامعة سطيف.